# ニューヨークシティ (絵画)
『ニューヨークシティ』(New York City)は、ピート・モンドリアンによる1942年の油彩画である。フランス・パリのポンピドゥー・センター内の国立近代美術館に収蔵されている。
この作品の未完成版『ニューヨークシティI』(New York City I)がドイツ・デュッセルドルフのノルトライン＝ヴェストファーレン州美術館に収蔵されている。この作品は、1941年に制作された。色が塗られた紙テープがカンバスに貼られており、作者が様々なデザインを試せるようになっている。2022年、この作品が長年にわたり上下逆さまに展示されていたことが判明した。本来の向きに直すと作品を損傷する恐れがあるとして、向きは修正されなかった。